# Stuart Rose (homme politique)
Stuart Alan Ransom Rose, baron Rose de Monewden, né le 17 mars 1949, est un homme d'affaires et homme politique britannique,.